# Numero di Laplace
Il numero di Laplace (La), noto anche come numero di Suratman (Su), è un numero adimensionale che rappresenta il rapporto fra la tensione superficiale e la dissipazione all'interno del fluido.

## Definizione matematica
È definito come:
{\displaystyle La={\frac {\gamma \rho l}{\mu ^{2}}}}
dove:
- γ è la tensione superficiale del fluido;
- ρ è la densità del fluido;
- l è una lunghezza caratteristica del fenomeno osservato;
- μ è la viscosità dinamica del fluido.

### Correlazione con altri gruppi dimensionali
Essendo riducibile ad altri adimensionali più utilizzati, viene sempre meno esplicitato nella fluidodinamica delle superfici libere. In particolare si ha:
{\displaystyle La=Su={\frac {\mathrm {R} e}{\mathrm {C} a}}={\frac {1}{\mathrm {O} h^{2}}}}
dove:
- Re è il numero di Reynolds;
- Ca è il Numero di capillarità;
- Oh è il numero di Ohnesorge.